# Вишнёвые горы
Вишнёвые горы — горный массив, расположенный на севере Челябинской области, в системе гор Среднего Урала (по А. К. Матвееву).

## География
Горы имеют меридиональную направленность и простираются примерно на 10 км. Массив относится к зоне восточных предгорий, примыкающей к Зауральской равнине. Являясь частью протянувшегося на 136 км антиклинального комплекса изверженных и метаморфических пород, а именно его северной оконечностью, Вишнёвые горы продолжаются на юг Потаниными и Ильменскими горами. Данная антиклиналь в районе Вишнёвых гор погружается к северу и наклонена к востоку.
Массив занимает территорию, ограниченную с запада озёрами Аракуль, Большой и Малый Каган, с востока — озёрами Силач, Сунгуль, Киреты, с севера — речкой Вязовкой и с юга — рекой Маук. Отдельные вершины имеют собственные названия, например Вишнёвая (Кобелиха), Булдым, Каравай, Ерёмиха. На северо-восточном склоне горы Вишнёвая расположен посёлок городского типа Вишневогорск.

## Геология
Основу пород толщи массива составляют гнейсы, сланцы, амфиболиты и кварциты. Ещё в начале XX века местные нефелиновые сиениты рассматривались как источник для стекольного и керамического производства. В 1926 году в так называемом Курочкином логу (памятник природы) были найдены крупные жилы миаскитовых пегматитов, по большей части состоящие из полевого шпата. Разведанное в 1929—31 гг. А. С. Амеландовым и Ф. И. Рукавишниковым месторождение полевого шпата отрабатывалось около 10 лет, затем добыча была возобновлена в 1968 году. В 1940-х годах М. Г. Исаковым и А. А. Ивановым было выявлено достаточное для промышленной разработки месторождение пирохлора, что привело к организации Вишневогорского рудника (впоследствии Вишневогорское рудоуправление, ныне ОАО «Вишневогорский ГОК»).
В горах было найдено около 130 минералов, некоторые из которых ранее были неизвестны учёным. Минералог В. И. Крыжановский открыл в Курочкином логу минерал, названный в честь гор вишневитом. Породы содержат более двух десятков полезных ископаемых: вермикулит, ниобий, цирконий, гафний, редкоземельные элементы, уран, торий, ильменит, полевой шпат, нефелин, корунд, золото и др.

## Название
Ранее горы также назывались Вишенными. В словаре Н. К. Чупина название гор обосновывается следующим образом:
Все скаты и главным образом юго-восточную безлесную покатость собственно Вишенной горы покрывает дикий вишнёвник, который растёт почти сплошь один, на пространстве нескольких квадратных верст… Здесь в начале августа собирают сотни, даже тысячи пудов ягод.